# Haval H2
La Haval H2 è un'autovettura prodotta dal 2014 al 2021 dalla casa automobilistica cinese Great Wall Motors con il marchio Haval.

## Descrizione

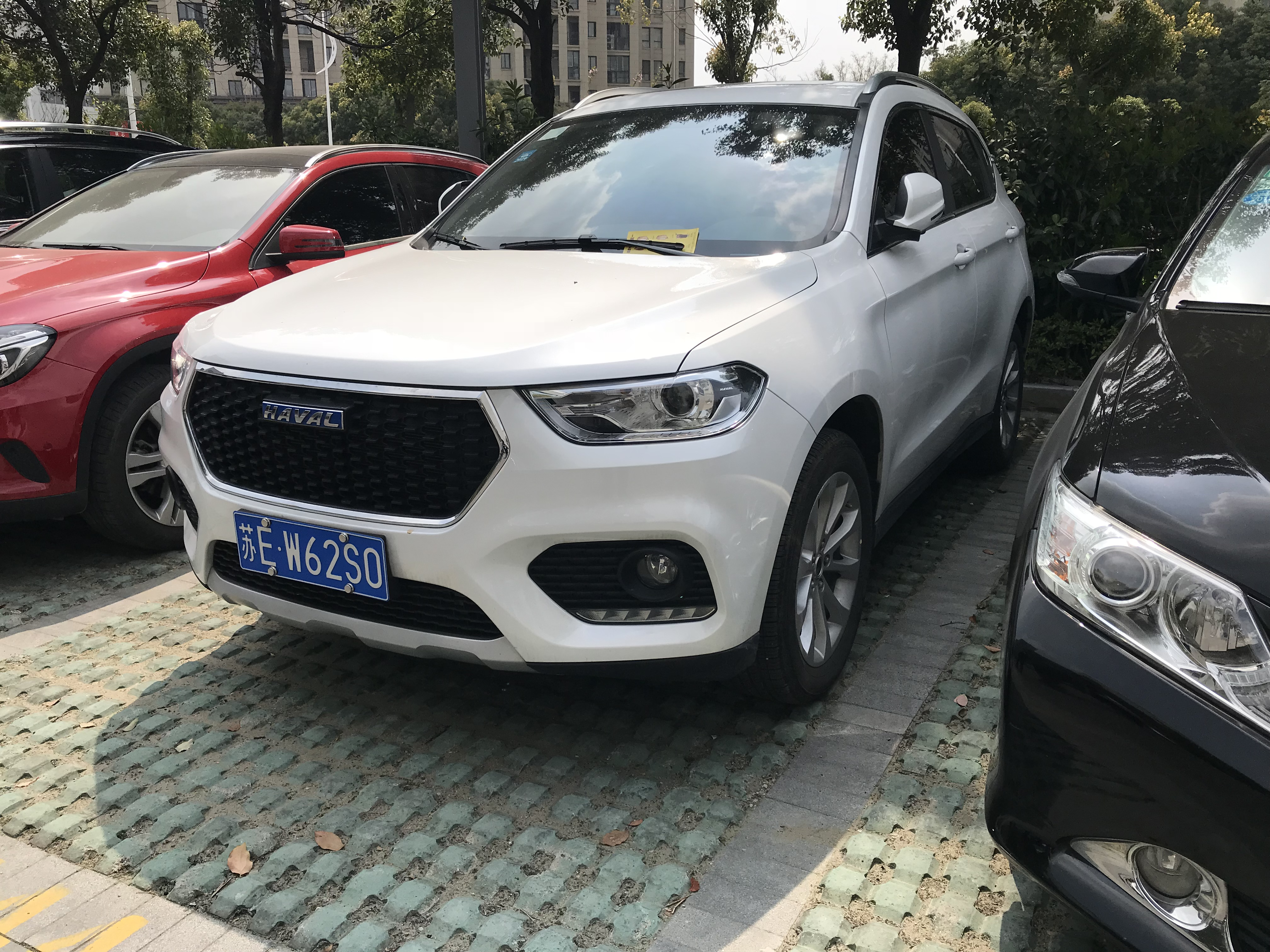
Haval H2 Blue Label Restyling

L'Haval H2 Red Label è stata presentata al Salone dell'automobile di Pechino 2014. L'Haval H2 Blue Label è stata lanciata più tardi al Salone dell'automobile di Chengdu del 2016, rendendo l'H2 la prima Haval ad essere venduta sia come Red che Blue Label. Pur avendo un prezzo simile, lo stesso gruppo motopropulsore e le medesime prestazioni, le vetture Red Label di solito presentano uno stile più conservatore, mentre le Blue Label hanno uno stile più aggressivo e si rivolgono ad una clientela più giovanile.
L'Haval H2 è stata lanciata in Malaysia a maggio 2016 in tre versioni disponibili: Standard, Comfort e Premium. La Standard viene fornita con il solo cambio manuale a sei marce mentre le varianti Comfort e Premium solo con un'unità automatica a sei marce.
L'Haval H2 è stata presentata al Tehran Automotive Show 2017 in Iran, dove viene venduta dal Bahman Group, costruttore di auto iraniano.
A giugno 2019 la Great Wall avvia l'export in Italia della H2 Red Label, dotata del quattro cilindri 1,6 turbocompresso da 146 CV nelle alimentazioni a benzina o bifuel GPL omologato Euro 6D-Temp.